# Odontopyge anomala
Odontopyge anomala är en mångfotingart som beskrevs av Filippo Silvestri 1896. Odontopyge anomala ingår i släktet Odontopyge och familjen Odontopygidae. Inga underarter finns listade i Catalogue of Life.